# Fermín Mundaca
Ander Rua (Bermeo, 1825- Mérida, México), 1880) fue un explorador, mercenario y traficante de esclavos de origen vasco. Se avecindó en Isla Mujeres, Quintana Roo, México, al huir de la justicia acusado del ilícito de traficar con esclavos. En el lugar construyó una hacienda que en la actualidad representa un atractivo turístico. Falleció en la ciudad de Mérida.

## Datos biográficos
Fermín Mundaca fue un pirata que se refugió en Isla Mujeres hacia 1860, tras haber obtenido una fortuna con la venta y el tráfico de esclavos desde África hacia Cuba, para que trabajaran en las plantaciones azucareras de la isla. 
Cuenta la leyenda que una vez refugiado en Isla Mujeres, después de haberse enfrentado a la armada británica en el año de 1858, Fermín Mundaca se enamoró de una nativa de la isla, apodada "La Trigueña", y que inspirado en ella construyó una hacienda con pozos, arcos y extensos jardines, la cual llamó Vista Alegre y que actualmente tiene el nombre de Hacienda Mundaca.
Se dice que Mundaca vivió siempre solo sin mayor contacto que con sus sirvientes y proveedores: pescadores, albañiles y agricultores a quienes compraba sus productos o servicios. En la propiedad, hoy casi abandonada y ruinosa, se encuentran algunas inscripciones, una de las cuales se refiere a él mismo: "Náutico y piloto, el fomentador Fermín Antonio de Mundaca y Marecheaga", o "El árbol de Guernica. Estas obras las hizo el fomentador natural de la provincia de Vizcaya, de la villa de Bermeo". En el cementerio local de Isla Mujeres hay una tumba que estuvo dispuesta para su propia muerte, pero ha permanecido vacía. Al caer enfermo, un amigo lo trasladó a Mérida para ser atendido en el hospital, pero habiendo muerto en aquella plaza, su cuerpo nunca regresó a Isla Mujeres y los habitantes insulares no volvieron a saber de él.